# 赖莎·卡尔马津娜
赖莎·瓦西里耶芙娜·卡尔马津娜（羅馬化：Raisa Vasil'yevna Karmazina；1951年1月9日—）是俄罗斯政治人物，第四、五、六、七、八届国家杜马代表。
卡尔马津娜出生于顿河哥萨克家庭。1978年至1993年，她担任苏联国家银行诺里尔斯克分行行长。1980年，她当选为诺里尔斯克市议会代表；1990年至1993年任克拉斯诺亚尔斯克市人民代表委员会代表。2001年12月，她成为克拉斯诺亚尔斯克边疆区立法议会代表。2003年12月7日，卡尔马津娜当选为第四届国家杜马代表。她分别于2007年、2011年、2016年和2021年连任第五届、第六届、第七届和第八届国家杜马。2021年10月，她被任命为国家杜马计票委员会主席。

## 制裁
卡尔马津娜于2022年因俄乌战争而受到英国政府制裁。